# Marian Skubacz
Marian Skubacz (ur. 8 kwietnia 1958 w Rudzie, zm. 21 lutego 2023 w Aschaffenburgu) – polski tokarz, zapaśnik stylu wolnego z Rudy Śląskiej, mistrz Polski i Niemiec, wicemistrz świata, wicemistrz Europy, olimpijczyk z Seulu (1988).

## Kariera sportowa
Był zawodnikiem Slavii Ruda Śląska i niemieckiego klubu RWG Mömbris/Königshofen (1989-1992). Jego największymi sukcesami w karierze było wicemistrzostwo świata w 1981, wicemistrzostwo Europy w 1981 i dwa brązowe medale mistrzostw Europy (1986 i 1987). Ponadto na mistrzostwach świata w 1982 zajął 5. miejsce, na mistrzostwach Europy zajmował miejsca: 6 (1978), 6 (1980), 5 (1982), 4 (1983), 4 (1984), 5 (1985). Na igrzyskach olimpijskich w Seulu (1988) odpadł w eliminacjach.
Na mistrzostwach Polski zdobył sześć tytułów mistrza Polski z rzędu (1982-1987), ponadto w 1989 zdobył mistrzostwo, a w 1990 wicemistrzostwo Niemiec.